# Барнстабл (округ)
Округ Барнстабл (англ. Barnstable County) — административно-территориальная единица в штате Массачусетс, США со столицей в одноимённом городе. 
Официально образован в 1685 году. По состоянию на 2010 год, численность населения составляла 215 888 человек.

## География
По данным Бюро переписи США, общая площадь округа равняется 3382,543 км², из которых 1020,461 км² — суша и 2362,082 км² (или 70,000 %) — водоёмы.

### Соседние округа
На северо-западе граничит с округом Плимут.
Напротив южного побережья расположены округа Дьюкс и Нантакет.

### Национальные охраняемые территории
- Национальное побережье Кейп-Код.
- Машпинский национальный природный заповедник.
- Мономойский национальный природный заповедник.

## Население
По данным переписи населения 2000 года в округе проживает 222 230 жителей в составе 94 822 домохозяйств и 61 065 семей. Плотность населения составляет 217,00 человек на км². На территории округа насчитывается 147 083 жилых строений, при плотности застройки около 144,00-х строений на км². Расовый состав населения: белые — 94,23 %, афроамериканцы — 1,79 %, коренные американцы (индейцы) — 0,56 %, азиаты — 0,63 %, гавайцы — 0,02 %, представители других рас — 1,11 %, представители двух или более рас — 1,66 %. Испаноязычные составляли 1,35 % населения (независимо от расы).
В составе 24,30 % из общего числа домохозяйств проживают дети в возрасте до 18 лет, 52,20 % домохозяйств представляют собой супружеские пары проживающие вместе, 9,40 % домохозяйств представляют собой одиноких женщин без супруга, 35,60 % домохозяйств не имеют отношения к семьям, 29,50 % домохозяйств состоят из одного человека, 14,40 % домохозяйств состоят из престарелых (65 лет и старше), проживающих в одиночестве. Средний размер домохозяйства составляет 2,28 человека, и средний размер семьи 2,82 человека.
Возрастной состав округа: 20,40 % моложе 18 лет, 5,20 % от 18 до 24, 25,00 % от 25 до 44, 26,20 % от 45 до 64 и 26,20 % от 65 и старше. Средний возраст жителя округа 45 лет. На каждые 100 женщин приходится 89,90 мужчин. На каждые 100 женщин старше 18 лет приходится 86,10 мужчин.
Средний доход на домохозяйство в округе составлял 45 933 USD, на семью — 54 728 USD. Среднестатистический заработок мужчины был 41 033 USD против 30 079 USD для женщины. Доход на душу населения составлял 25 318 USD. Около 4,60 % семей и 6,90 % общего населения находились ниже черты бедности, в том числе — 8,60 % молодёжи (тех, кому ещё не исполнилось 18 лет) и 5,00 % тех, кому было уже больше 65 лет.